# Burgstall Ostrach
Der Burgstall Ostrach ist eine abgegangene hochmittelalterliche Burg in Ostrach im Landkreis Sigmaringen in Baden-Württemberg.
Vermutlich handelte es sich bei der nicht mehr lokalisierbaren Burg um den Sitz der niederadeligen Herren von Ostrach, die sich nach den Beinamen Egghart, Burst und Keßler in mehrere Linien teilten und im 13. bis 15. Jahrhundert auftraten.